# Samoëns 1600
Samoëns 1600 is een skidorp in het Franse wintersportgebied Grand Massif. Het bevindt zich zo'n 1600 meter boven zeeniveau op het grondgebied van de gemeente Samoëns in het departement Haute-Savoie. Het werd in de jaren 1970 aangelegd op het Plateau des Saix, een bergkam net boven de boomlijn, en vormt geen traditioneel dorp, maar eerder een verzameling losse gebouwen langs de bergkam. 
Van 1973 tot 2004 verbond enkel de gondelbaan Saix het gehucht Vercland op de linkeroever van de Giffre met het hogergelegen Samoëns 1600; van 2004 tot 2020 was er behalve de Saix ook de Grand Massif Express vanuit Samoëns-centrum op de rechteroever; en in 2020 werd de Saix vervangen door de gondelbaan Vercland. Vanuit Samoëns kunnen skiërs een skilift nemen naar de top van de Tête des Saix, vanwaaruit men kan oversteken naar Morillon, Les Carroz en Flaine.